# Вилья, Давид
Дави́д Ви́лья Са́нчес (исп. David Villa Sánchez; род. 3 декабря 1981, Лангрео, Астурия) — испанский футболист, нападающий. Лучший бомбардир в истории сборной Испании.
С 10 лет воспитывался в футбольной академии «Лангрео». В 1999 году перешёл в главный клуб Астурии — хихонский «Спортинг», выступающий на тот момент в Сегунде. В составе «красно-белых» вначале выступал за Спортинг B, а в 2000 году стал игроком первой команды. В 2003 году перешёл в команду Примеры — «Сарагосу», вместе с которой стал обладателем Кубка (2003/04) и Суперкубка Испании (2004). Проведя два года в основе «беленьких», летом 2005 года перешёл в «Валенсию», выиграв вместе с «летучими мышами» Кубок Испании в сезоне 2007/08. В мае 2010 года было объявлено о переходе нападающего в «Барселону» за € 40 млн. Этот трансфер стал одним из самых дорогих в истории испанского футбола. За три сезона в составе «каталонцев» Вилья выиграл два чемпионата Испании (2010/11, 2012/13), Кубок Испании (2011/12), два Суперкубка Испании (2010, 2011), Лигу чемпионов (2010/11), Суперкубок Европы (2011) и чемпионат мира среди клубов (2011). В летнее трансферное окно 2013 года перешёл в мадридский «Атлетико», где завоевал свой третий титул чемпиона Испании (2013/14) и дошёл до финала Лиги чемпионов. В июне 2014 года стал игроком американского клуба «Нью-Йорк Сити».
В составе сборной Вилья — чемпион Европы (2008) и мира (2010).

## Детство и ранняя карьера
Вилья родился в Туилье, в маленькой деревне муниципалитета Лангрео на севере Испании, в семье шахтёра Хосе Мануэля Вильи. В четыре года он получил перелом бедренной кости правой ноги, но затем полностью выздоровел. Из-за травмы Давид и отец работали над укреплением его левой ноги и Вилья научился одинаково хорошо играть обеими ногами. Он вспоминает поддержку своего отца: «Он бросал мне мяч снова и снова, заставляя меня бить левой ногой, в то время как моя правая находилась в гипсе после перелома. Мне было четыре года и я смутно помню то, что случалось со мной во время детских тренировок на футбольном поле».
Вилья признаётся, что он почти бросил футбол из-за разногласий с тренером. Однако, благодаря поддержке родителей, талантливый футболист упорно добивался своей мечты. «В те дни я был никем, не зарабатывал ни сентимо, и, просидев на скамейке целый сезон, я хотел просто бросить всё и играть со своими друзьями» — сказал он. «Но мой папа всегда меня поддерживал и подбадривал до пика моей карьеры». Чтобы начать свою футбольную карьеру в «Лангрео» Вилья, когда ему исполнилось 17, вступил в футбольную школу «Марео».

## Клубная карьера

### «Спортинг Хихон» и «Реал Сарагоса»
Вильей интересовались многие астурийские команды, но одна из самых крупных команд региона — «Реал Овьедо» — отказалась подписывать с ним контракт, аргументировав это слишком юным возрастом и отсутствием потенциала у Давида. В 1999 году Вилья получил предложение о переходе в хихонский «Спортинг», следуя по стопам своего кумира детства Кини. Молодой нападающий подписал с клубом профессиональный контракт, изначально присоединившись к резервной команде. Сезон 2000/01 нападающий провёл в дубле «Спортинга» — команде «Спортинг-B», которая выступала в третьем дивизионе. Однако уже в следующем сезоне Давид стал постоянно выходить на поле за главную команду, выступающую на тот момент в Сегунде и забил 18 голов, сразу став лидером атаки и штатным пенальтистом. За два года, проведённые в «Спортинге», Давид сыграл в 65 матчах и забил 25 мячей.
Пепе Асебал, спортивный менеджер «Спортинга» в то время, сказал, что Вилье первоначально не хватало выносливости, чтобы оказывать реальное воздействие на игру и он должен был дать свой шанс шагу в бесконечность.
Проведя почти два сезона в «Спортинге» и забив 40 мячей, летом 2003 года Вилья перешёл в клуб высшего дивизиона — «Сарагосу». Нападающий не имел проблем с адаптацией к игре на высоком уровне, и даже смог отличиться 17 раз в своём первом сезоне в новом клубе. Его дебют в Примере состоялся в домашнем матче против «Депортиво», в котором «Сарагоса» проиграла со счётом 1:0. Свой первый гол Вилья забил спустя два матча, на восьмой минуте встречи против «Реала Мурсии», в котором «Сарагоса» разгромила соперника со счётом 3:0.
4 декабря 2003 года Вилья сделал свой первый профессиональный дубль в игре против баскского «Атлетика» (2:2).
25 апреля 2004 года Давид Вилья забил свой первый хет-трик в матче против «Севильи», а поединок завершился результативной ничьей со счётом 4:4. В клубе Давид уже в первом сезоне также стал «штатным» пенальтистом.
В сезоне 2003/2004 «Сарагоса» попала в финал Кубка Испании, где астуриец сыграл большую роль в победе команды, забив решающий гол с пенальти в ворота мадридского «Реала» (3:2). После победы «Сарагосы» в Кубке Испании, клуб получил право выступать в Кубке УЕФА, что дало возможность молодому нападающему впервые сыграть в Еврокубках.
На последних минутах в матче против «Утрехта», когда счёт был 1:0 в пользу «Сарагосы», Вилья забил ещё один, что принесло команде победу. В 1/8 финала Кубка УЕФА «Сарагоса» столкнулась с венской «Аустрией». Первый матч закончился со счётом 1:1. Вилья забил гол в ответной встрече, матч завершился вничью 2:2, но в следующий этап прошла Вена, благодаря голу, забитому на выезде.
Между тем, в Примере, 23 сентября 2004 года нападающий в первый раз сыграл против своей будущей команды — «Барселоны», где каталонцы победили 4:1.
На протяжении двух сезонов Вилья был лучшим нападающим клуба. В 73 матчах чемпионата и Кубка Испании он забил 36 мячей.

### «Валенсия»

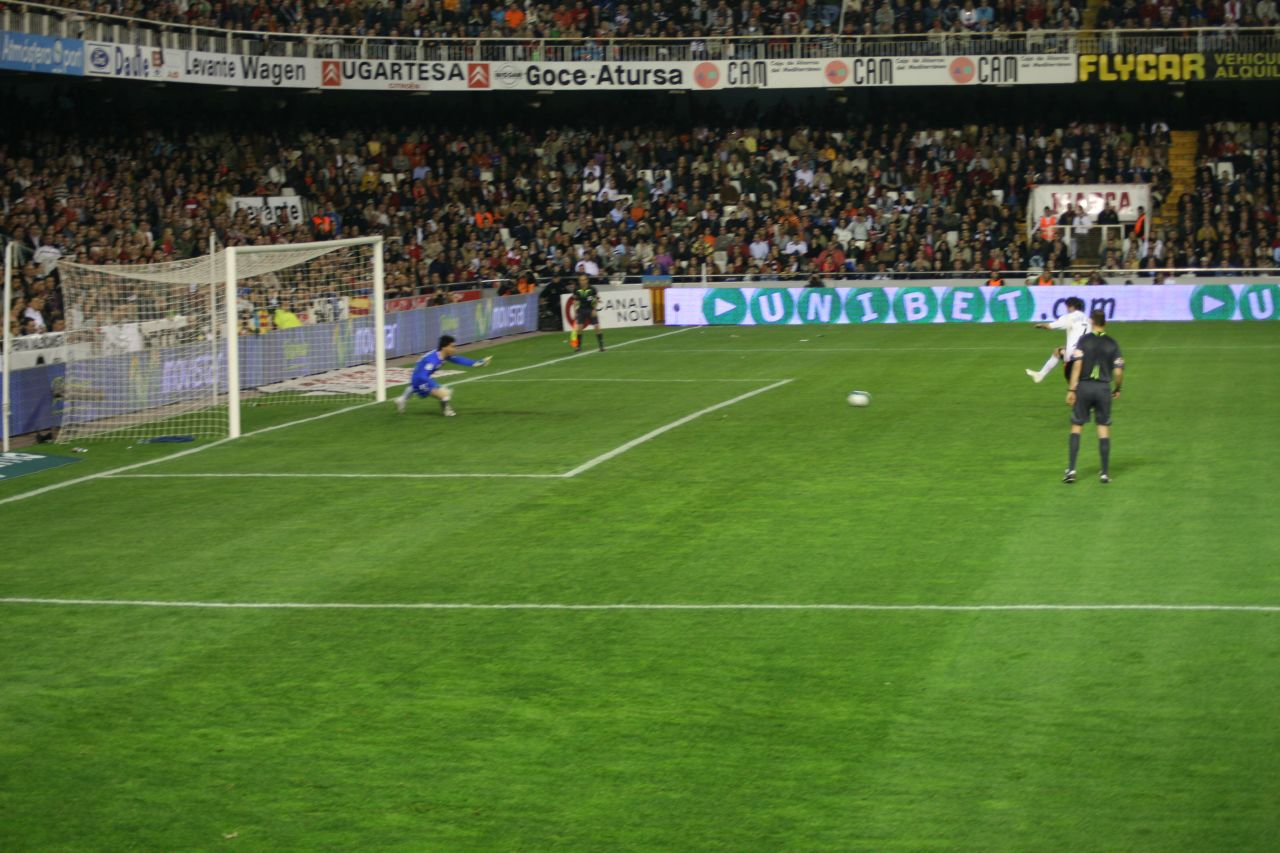
Давид Вилья в матче за Валенсию

В 2005 году игрок перешёл в «Валенсию».
В игре 22-го тура чемпионата Испании 2005/06 против «Депортиво», Вилья сумел отличиться, нанеся удар из центрального круга. В 1960-х годах бразилец Пеле мечтал забить именно таким образом, однако это ему не удалось.
В матче 34-го тура «Валенсия» — «Атлетик Бильбао» Вилья принёс победу «летучим мышам», забив три гола за пять минут (с 82-й по 87-ю).
В первом же сезоне за новый клуб Вилья забил 25 мячей в 37 играх в Примере и занял вторую строчку в списке лучших бомбардиром чемпионата после Самуэля Это’О.
За всю историю «Валенсии» только двое футболистов забивали за одно первенство больше голов. Результат Давида Вильи стал третьим показателем за всё время.
В последующие сезоны Давид вновь становился лучшим бомбардиром «Валенсии» и вплоть до сезона 2007/08 был лучшим испанским бомбардиром в Примере.
В сезоне 2008/09 Вилья забил 28 голов, что стало вторым повторением рекорда результативности «Валенсии», установленного Эдмундо «Мундо» в сезоне 1943/44 (в сезоне 1977/78 этот рекорд был повторён аргентинцем Марио Кемпесом). Однако если 28 голов, забитых за один сезон, позволили этим двум нападающим стать обладателями трофея Пичичи, то Вилья уступил приз лучшего бомбардира чемпионата Диего Форлану (32 гола).

### «Барселона»

#### Трансфер

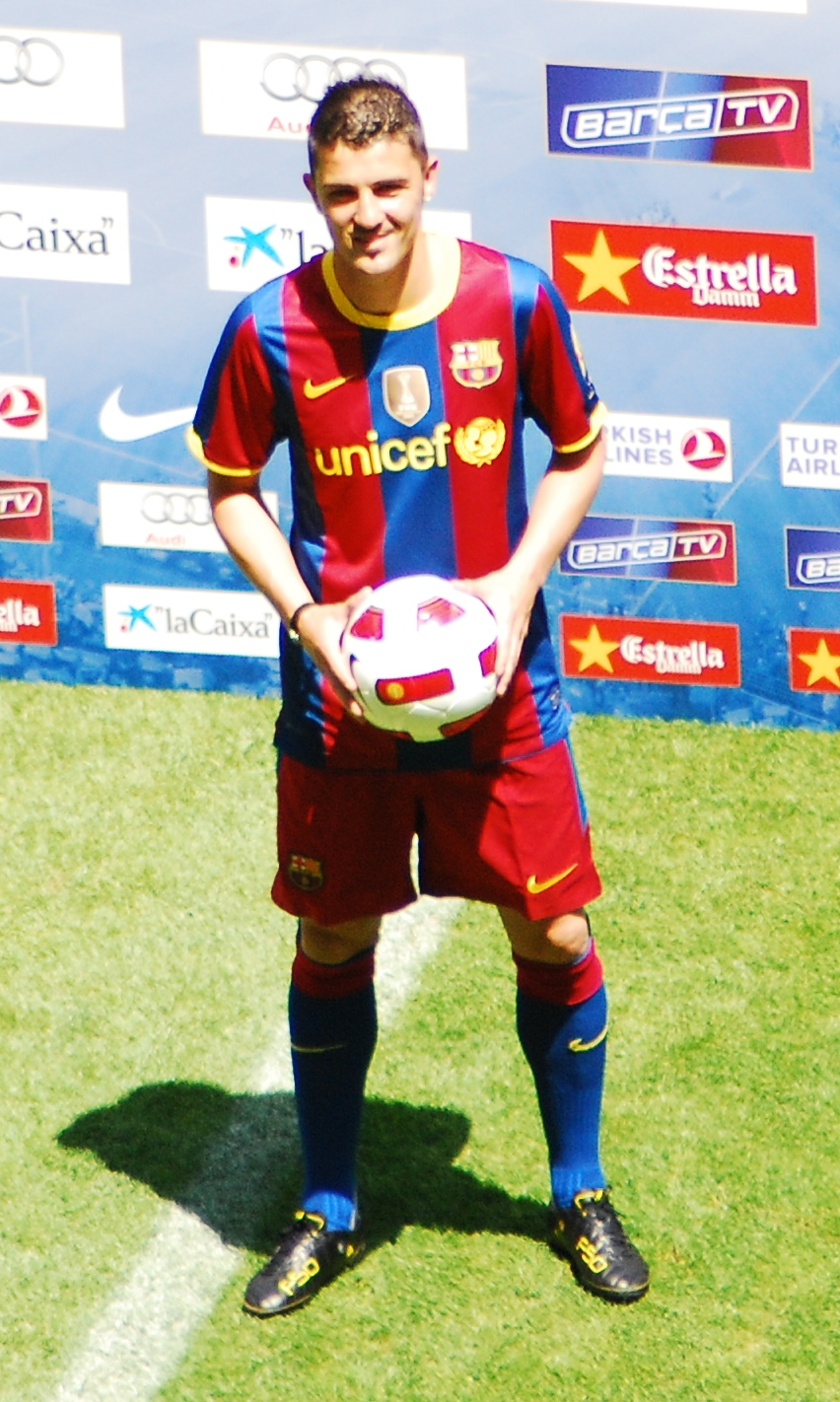
Вилья на презентации в «Барселоне»

19 мая 2010 года Вилья перешёл в «Барселону», заплатившую за трансфер форварда 55,48 млн долларов (42 млн евро). Контракт был подписан 22 мая на 4 года с заработной платой в 7 млн евро за сезон, с возможностью продления ещё на год; на церемонии представления игрока присутствовало 46 тыс. зрителей. В клубе Вилья выбрал номер 7, под которым играл в составе «Валенсии». После перехода Вилья сказал:

«Я переживаю самый эмоциональный момент в карьере. Меня переполняют чувства, ведь здесь остаётся много дорогих мне людей. Мой уход принесёт пользу клубу. В „Валенсии“ я стал большим игроком и вырос как профессионал. Здесь я чувствую себя как дома. Для меня было большой гордостью носить футболку клуба, который я никогда не забуду».
— Давид Вилья

#### Сезон 2010/11
21 августа, во втором матче за Суперкубок Испании против «Севильи», состоялся дебют Давида в футболке «каталонцев». Вилья вышел на замену на 58 минуте матча, вместо Педро. Матч завершился уверенной победой «Барселоны» со счётом 4:0. Благодаря этой победе «Барса» взяла первый трофей в сезоне (5:3 по сумме двух матчей). После первой игры за «каталонцев» Вилья отметил, что ему очень просто находить общий язык с новыми партнёрами:

«Я очень доволен, приятно, что все прошло именно так, команда показала совершенную игру. Получил удовольствие от теплого приветствия болельщиков. Со многими новыми партнерами я играл в сборной Испании, поэтому мне сейчас очень просто находить с ними общий язык. Много раз прежде соперничество с Месси заканчивалось не в мою пользу, но сегодня все было здорово. Он показал шикарную игру. Как, впрочем, и всегда. Быть его партнером — настоящая радость».
— Давид Вилья
26 августа Давид забил первый гол за «Барселону», поразив ворота итальянского «Милана» в Кубке Жоана Гампера. «Каталонцы» выиграли матч в серии послематчевых пенальти со счётом 3:1 (1:1 в основное время).
29 августа Вилья дебютировал за «Барселону» в чемпионате Испании в матче первого тура против сантандерского «Расинга». Давид забил один из трёх безответных голов «Барсы» в матче (3:0).
14 сентября Вилья дебютировал за «каталонцев» в Лиге чемпионов в домашнем матче против греческого «Панатинаикоса». «Барселона» разгромила своих соперников со счётом 5:1, а Давид записал на свой счёт один гол. Второй гол в испанском чемпионате Вилья забил против своей бывшей команды — хихонского «Спортинга», принеся минимальную победу «Барселоне» (1:0). 29 сентября Давид забил единственный гол «Барсы» в матче Лиги чемпионов против казанского «Рубина». Матч окончился вничью — 1:1.
30 октября Вилья оформил первый дубль в составе «Барселоны», дважды поразив ворота «Севильи». В следующем туре Примеры, 7 ноября, Давид забил гол и сделал голевую передачу на Лионеля Месси в матче против «Хетафе». Результативные действия нападающего сборной Испании помогли «Барселоне» переиграть своего соперника со счётом 3:1. 29 ноября Вилья, с помощью двух голевых пасов Месси, сделал дубль в ворота главного соперника «сине-гранатовых» — мадридского «Реала», а «Эль Класико» завершилось крупной победой «Барселоны» со счётом 5:0.
18 декабря Давид забил два мяча в ворота «Эспаньола» в каталонском дерби, которое завершилось триумфом «сине-гранатовых» — 5:1.
27 декабря Давид стал лучшим спортсменом года по версии Американской академии спорта (USSA). Нападающий был отмечен за игру на чемпионате мира 2010, где он забил 5 мячей, а испанцы стали победителями турнира. Вилья опередил в рейтинге своего соотечественника теннисиста Рафаэля Надаля.
8 января, в матче 18 тура чемпионат против «Депортиво», Вилья забил первый гол в календарном году. В следующем матче Примеры, 16 января, Вилья дважды отличился в ворота «Малаги». Матч окончился со счётом 4:1 в пользу «каталонцев». 12 февраля Давид, забив гол на 80 минуте матча против «Спортинга», принеся «Барселоне» ничью (1:1). 16 февраля, в первом матче 1/8 финала Лиги чемпионов, Давид забил гол в ворота лондонского «Арсенала», отличившись в середине первого тайма. Однако «Арсенал» сумел переломить ход встречи, выиграв матч со счётом 2:1. 2 марта, в рамках 26-го тура испанской Примеры, Вилья впервые сыграл на поле «Валенсии» после перехода в «Барселону». Нападающий голов не забил, однако «сине-гранатовые» добились непростой победы — 1:0 (отличился Месси). После игры Давид в интервью заявил:

«Я очень рад тому, что вышел на поле стадиона Месталья. И очень благодарен болельщикам за любовь, которую они дарят мне. Что же касается чемпионата, то впереди много матчей, однако радует то, что мы зависим от самих себя. И если мы продолжим наше победное шествие, то всё равно, как будут играть соперники». 
23 апреля, Давид не забивая на протяжении семи матчей чемпионата подряд, отличился забитым голом в ворота «Осасуны», положив начало победе «каталонцев» в матче, который завершился со счётом 2:0. 11 мая «Барселона» в матче 36-го тура Примеры, сыграв вничью с «Леванте», обеспечила себе 21-й титул чемпиона Испании. Матч против «Леванте» стал последним для Давида в текущем первенстве. Вилья сыграл в 34-х матчах (в 32-х из них Давид выходил в стартовом составе), забил 18 голов и отдал 5 результативных передач.
28 мая, в финале Лиги чемпионов в Лондоне на стадионе «Уэмбли» против английского «Манчестер Юнайтед», Вилья забил один из трёх голов в матче и помог «Барселоне» стать обладателем Лиги чемпионов 2010/11. Матч окончился со счётом 3:1 в пользу испанского клуба.
После победы в главном турнире Европы Давид поделился своими впечатлениями:

 «Я безгранично счастлив. Мы добились фантастического результата на стадионе, который имеет историческое значение для нашего клуба. Мы рвались в бой и хотели полностью реализовать потенциал нашей команды, в которой собралась целая плеяда замечательных футболистов. Когда мы повели со счётом 3:1, уже могли спокойно доводить дело до победы. Настало время праздновать со всей моей семьёй.
В этих матчах ты растёшь как футболист. Мы провели очень серьёзный матч и наглядно показали путь к победе. У меня такое впечатление, что весь мир немного окрашен цветами „Барсы“. Мы можем гордиться нашей командой, которая демонстрирует такую игру». 
В Лиге чемпионов Давид сыграл в 12 матчах, забил четыре гола и отдал голевую передачу.

#### Сезон 2011/12
Вилья начал новый сезон с голов в предсезонных товарищеских матчах против «Гвадалахары» и «Америки».

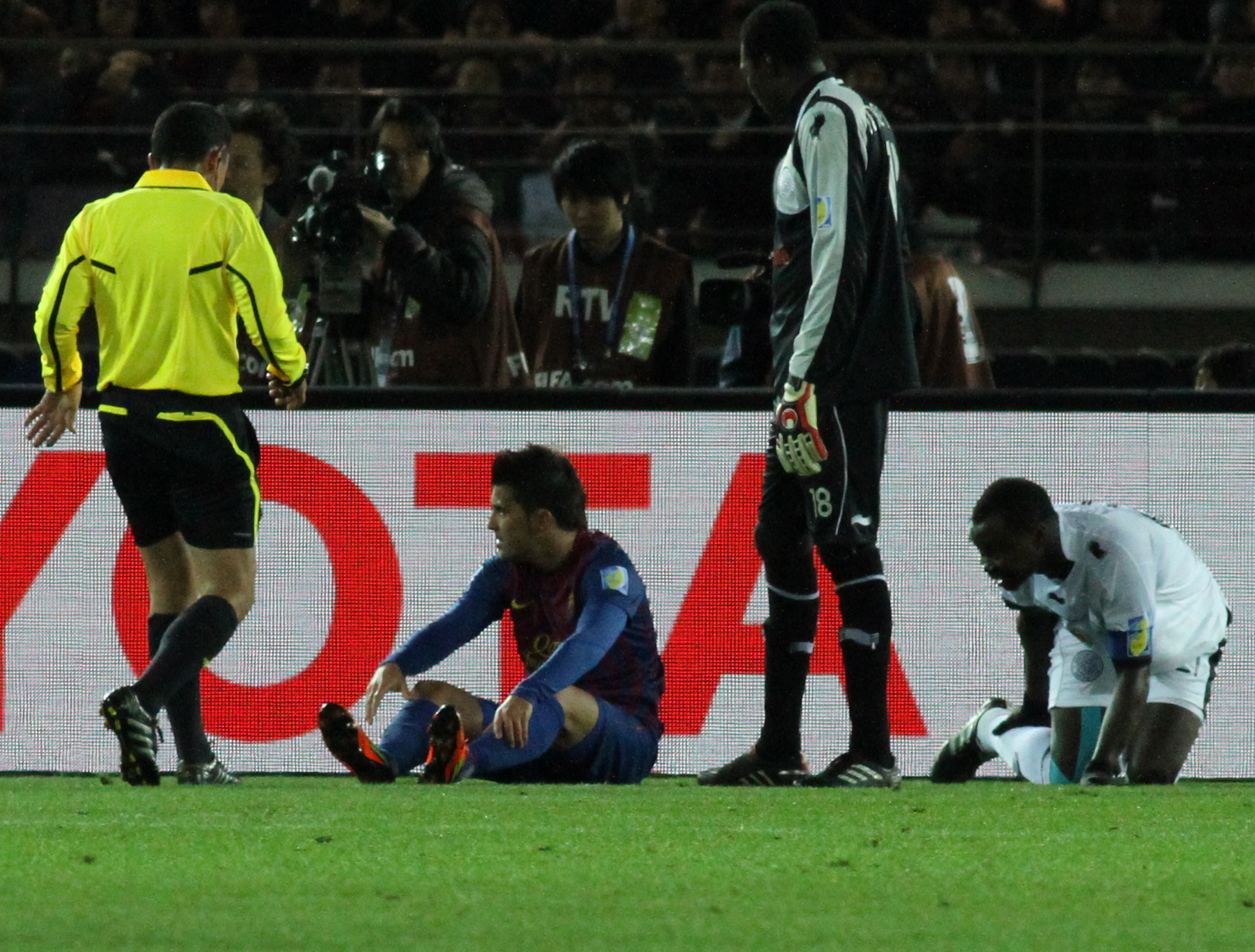
Давид получает травму, из-за которой он пропустил остаток сезона и не поехал на Евро-2012

14 августа, в первом матче за Суперкубок Испании 2011 против мадридского «Реала», Вилья после передачи Лионеля Месси забил свой первый официальный гол в новом сезоне, а матч на «Сантьяго Бернабеу» завершился результативной ничьей — 2:2. Во втором матче «Барса» добилась победы со счётом 3:2, и выиграла первый трофей в сезоне.
В концовке матча между игроками команд произошла потасовка, в ходе которой Давид получил красную карточку. 13 сентября Вилья забил первый гол в Лиге чемпионов, поразив ворота итальянского «Милана» (2:2). 17 сентября, в матче четвёртого тура чемпионата Испании, Давид забил свои первые мячи в Примере, отличившись дублем в ворота «Осасуны». В матче «Барселона» смяла своего соперника со счётом 8:0.
25 сентября Вилья забил гол и отдал голевую передачу на Месси в матче против мадридского «Атлетико» (5:0). 28 сентября, во втором раунде Лиги чемпионов против белорусского «БАТЭ», Давид забил один из пяти голов «Барсы» в матче, а также записал на свой счёт результативную передачу.
15 декабря 2011 года в матче полуфинала Клубного чемпионата мира в Японии против катарского клуба «Аль-Садд» Давид получил перелом большой берцовой кости левой ноги. Матч завершился победой «каталонцев» со счётом 4:0. На следующий день после травмы, 16 декабря, стали известны сроки восстановления нападающего, которые займут от четырёх до пяти месяцев. 19 декабря Давид перенёс операцию.
В январе Давид приступил к восстановительным процедурам в тренажёрном зале.
В начале мая главный тренер испанской сборной Висенте Дель Боске сказал, что вряд ли Вилья сумеет принять участие в чемпионате Европы,а 22 мая официально стало известно о том, что Давид не сможет выступить на Евро-2012 из-за травмы голени, полученной ещё в декабре 2011 года во время клубного чемпионата мира.

#### Сезон 2012/13
31 июля 2012 года Вилья полностью восстановился от травмы и получил разрешение медиков на подготовки к матчам.
11 августа в товарищеском матче против бухарестского «Динамо» Вилья впервые с декабря 2011 года вышел на поле, заменив на 75-й минуте Сержи Роберто. Матч окончился победой испанского клуба — 2:0.
19 августа, в матче первого тура чемпионата Испании против «Реал Сосьедада», Вилья впервые вышел на поле в официальном матче с момента травмы, заменив Педро. Вилья сумел отличиться голом, тем самым оформив окончательный счёт матча — 5:1. Болельщики награждали Вилью овациями за каждое удачное действие.
15 сентября Вилья забил свой второй гол после возвращения, поразив ворота «Хетафе» в концовке второго тайма. 22 сентября Давид впервые за 282 дня вышел в стартовом составе «каталонцев» в матче пятого тура чемпионата Испании против «Гранады».
29 сентября Вилья, выйдя на замену в матче против «Севильи», принёс победу «Барселоне», отличившись в добавленное время.
28 ноября, отметившись дублем в матче Кубка Испании в ворота «Алавеса», Вилья преодолел отметку в 300 голов за карьеру.
В январе Вилья, потерявший место в стартовом составе команды, заявил главному тренеру Тито Виланове, что хочет покинуть «Барселону».
В зимнее трансферное окно нападающим активно интересовались английские клубы «Челси», «Арсенал», который предложил за трансфер Вильи 17 млн евро и «Ливерпуль», хотевший взять игрока в аренду до конца сезона.
Однако тренер «каталонцев» заявил, что Давид останется в «Барселоне».

### «Атлетико Мадрид»

#### Трансфер
8 июля 2013 года Вилья перешёл в «Атлетико Мадрид».
Стоимость трансфера испанца составила 5,1 миллиона евро. Также «Барселона» получит 50 процентов суммы, вырученной от возможной продажи игрока.
После перехода в мадридский клуб Давид заявил:

Я заинтригован и счастлив начать новый этап карьеры, особенно если учесть тот интерес, который проявил в последние дни «Атлетико». Мадридцы сделали на меня ставку, и мне не терпится поскорее приступить к работе и начать новый этап. Среди множества причин перехода главной была вера, с самого начала исходившая от Диего Симеоне. Очень хочется поработать под его началом и оправдать его надежды и надежды тех людей, которые дали мне шанс проявить себя в «Атлетико».
— Давид Вилья
15 июля на стадионе «Висенте Кальдерон» состоялась презентация Давида в качестве игрока «Атлетико», которую посетило 20 тысяч человек.
В новом клубе Вилья выбрал себе 9-й номер.

#### Сезон 2013/14

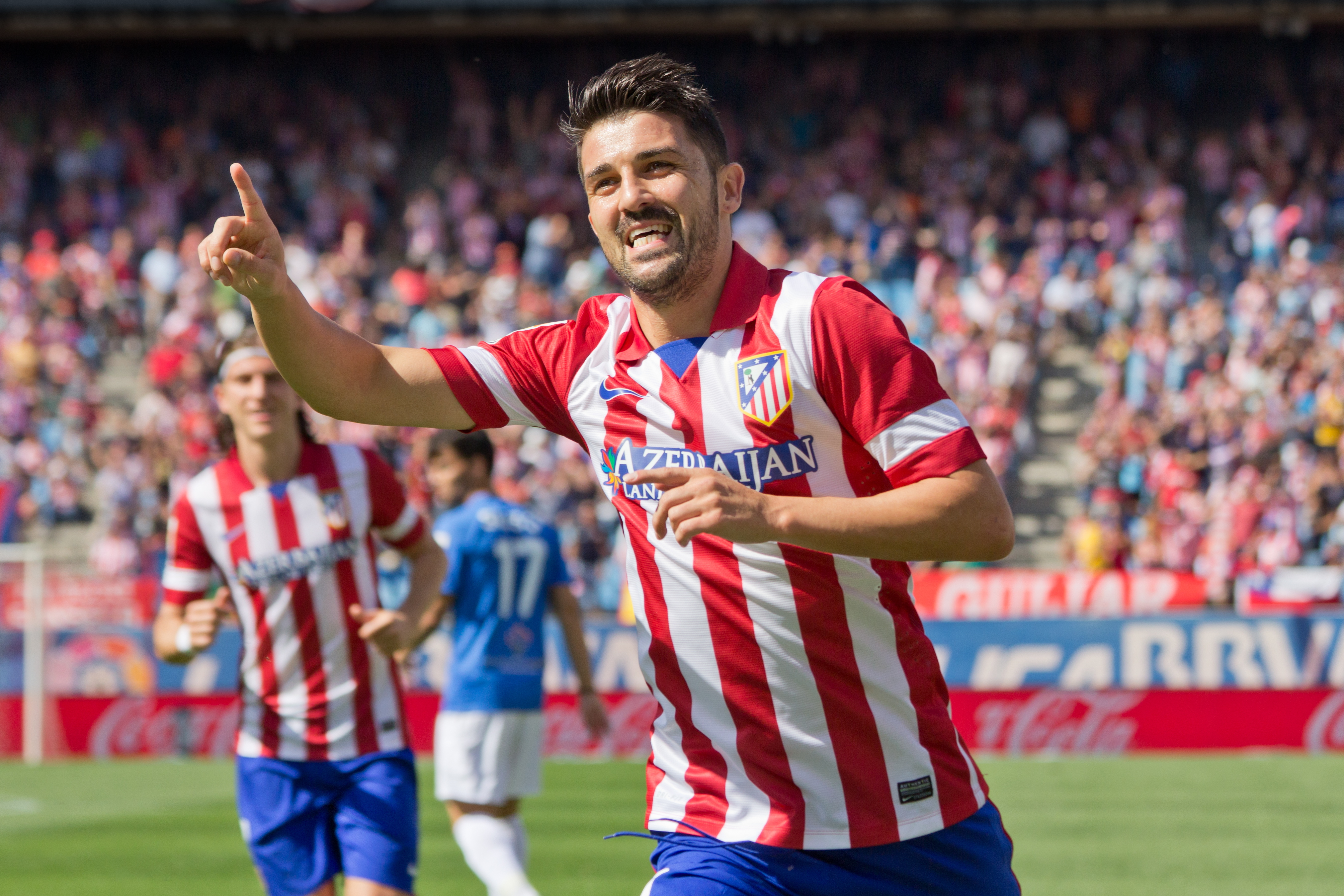
Давид Вилья в составе «Атлетико»

18 августа, в первом матче чемпионата Испании, состоялся официальный дебют Давида в качестве игрока мадридского клуба в игре против «Севильи». Вилья вышел на поле с первых минут, а «матрасники» добились победы со счётом 3:1.
21 августа Давид забил первый мяч за «Атлетико», поразив ворота «Барселоны» в первом матче на Суперкубок Испании.
Встреча завершилась со счётом 1:1.
1 сентября Вилья забил первый гол в Примере, а также записал на свой счёт результативную передачу на Коке в матче против «Реал Сосьедада». Результативные действия испанца помогли «матрасникам» одержать нелёгкую победу — 2:1.
В следующем туре Вилья забил свой второй гол в чемпионате в ворота «Альмерии», а матч завершилась победой «Атлетико» — 4:2.
27 октября Давид поучаствовал в разгроме «Реал Бетиса», сделав дубль, а также ассистировав Диего Косте (встреча завершилась со счётом 5:0).
В последующих двух турах Примеры Вилья отличился ещё дважды: в ворота «Гранады» и «Атлетика» из Бильбао соответственно.
23 ноября Давид поучаствовал в разгроме «Хетафе», который завершился со счётом 7:0 в пользу «матрасников», сделав дубль и результативную передачу на Адриана Лопеса.
8 марта Вилья также сделал дубль в ворота «Сельты» и помог «мадридцам» одержать победу — 2:0. В заключительном туре Примеры Давид провёл на поле все 90 минут в «золотом» для «Атлетико» матче на «Камп Ноу» против «Барселоны». Игра завершилась вничью — 1:1, что помогло «матрасникам» впервые за 18 лет стать чемпионом Испании.
Этот титул Примеры стал для Вильи третьим в карьере и первым в составе «Атлетико».
В чемпионате Испании Вилья сыграл 36 матчей, в которых забил 13 голов и сделал 4 голевые передачи.
В Лиге чемпионов «Атлетико» также выступил удачно, дойдя до финала, где в дополнительное время подопечные Диего Симеоне потерпели поражение от «Реала» со счётом 4:1.
В финале Вилья провёл на поле все 120 минут и получил жёлтую карточку. Всего в Лиге чемпионов Давид сыграл в 13 матчах, но не забил ни одного гола.

### «Нью-Йорк Сити»

#### Трансфер
В конце мая 2014 года стало известно, что Вилья переедет в США, где будет играть в клубе MLS «Нью-Йорк Сити», который дебютирует в лиге в 2015 году. Перед подписанием контракта с американским клубом испанец прошёл медицинское обследование в Манчестере, а в начале июня Давид на своём твиттер-аккаунте объявил об уходе из «Атлетико Мадрид». 2 июня 2014 года «Нью-Йорк Сити» объявил о заключении контракта с Вильей на три года.
Почти сразу после трансфера Вилья был отдан в аренду на три месяца в австралийский «Мельбурн Сити» для поддержания формы, поскольку сезон MLS начнётся только в 2015 году.

### «Виссел Кобе»
В 2019 году на правах свободного агента стал игроком японского клуба «Виссел Кобе», выступающего в высшем японском дивизионе.
12 ноября 2019 года объявил о завершении карьеры игрока по окончании сезона.
1 января 2020 года Вилья закончил карьеру профессионального игрока после победы его команды в финале Кубка Японии против «Касима Антлерс» (2:0). Сам он вышел на замену на 92-й минуте, сменив Лукаса Подольского.

## Карьера в сборной

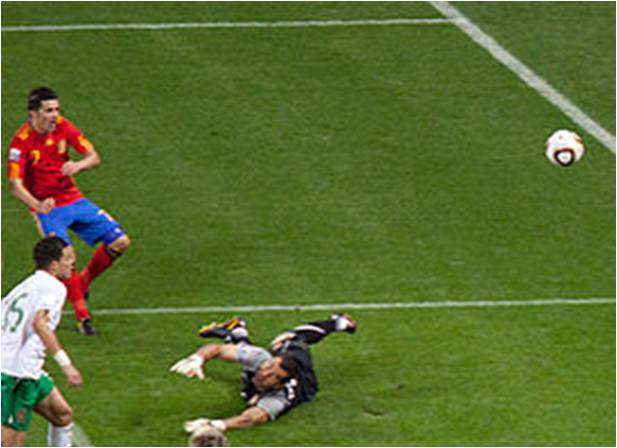
Вилья в матче за сборную против Португалии на чемпионате мира 2010 года

Дебютировал в национальной сборной Испании 9 февраля 2005 года в матче против сборной Сан-Марино. Первый гол за сборную забил 16 ноября 2005 года, поразив ворота сборной Словакии.
Участвовал на чемпионате мира 2006 года. В первом матче группового этапа против сборной Украины Вилья забил два мяча. В 1/8 финала против будущих финалистов — сборной Франции, Давид открыл счёт в матче, реализовав пенальти, однако затем французы сумели переломить ход игры и победили со счётом 3:1.
На победном для Испании европейском первенстве 2008 года Вилья стал лучшим бомбардиром, забив четыре мяча. В первом же матче турнира со сборной России Вилья сделал хет-трик. Из-за травмы, полученной в полуфинале против всё той же сборной России, нападающий был вынужден пропустить финал.

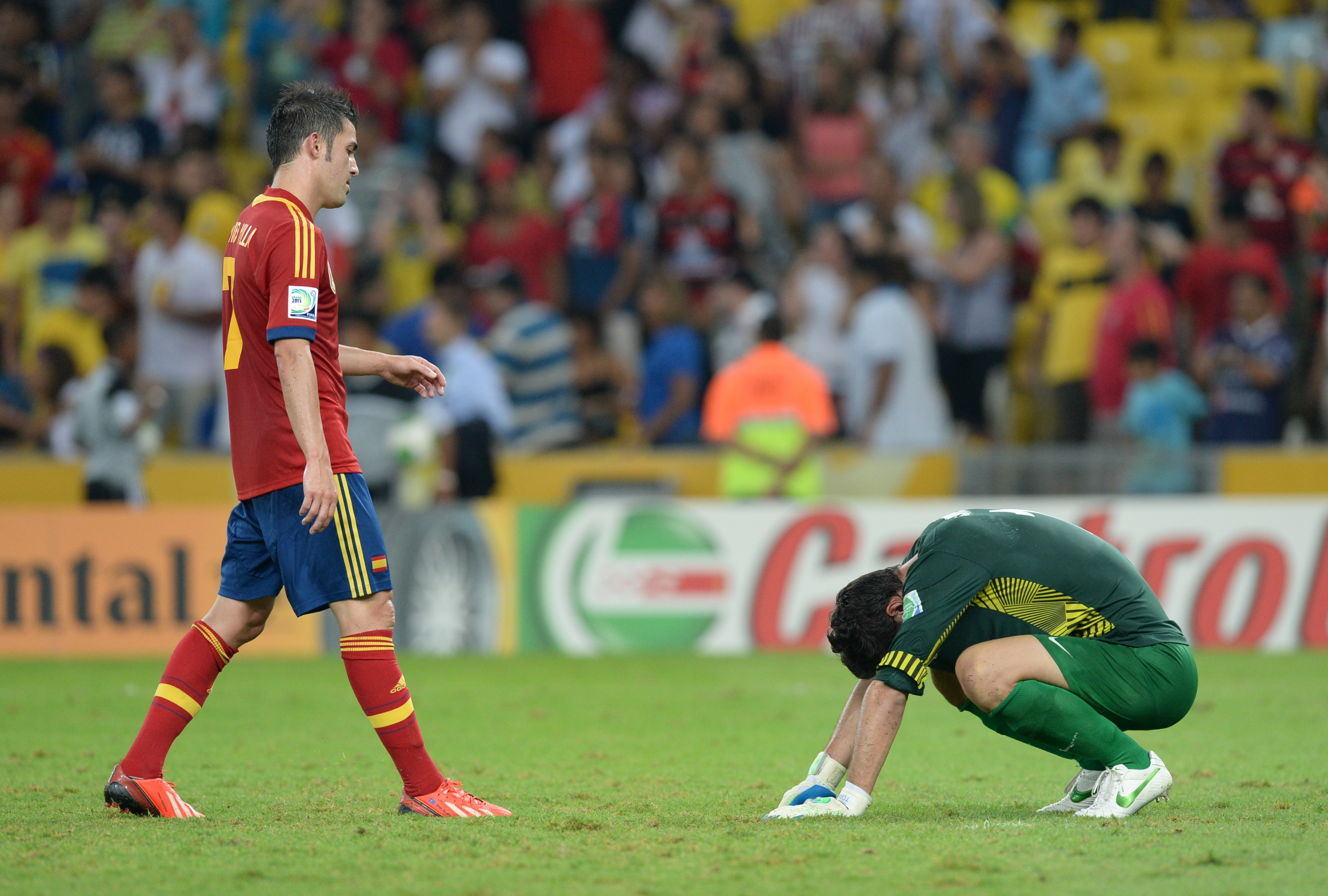
Вилья в игре за сборную Испании на Кубке конфедераций 2013 года

На Кубке конфедераций Вилья забивал голы во всех трёх матчах группового этапа, а испанская сборная выиграла бронзовые медали.
На триумфальном чемпионате мира 2010 Вилья также стал лучшим бомбардиром (поделив это звание с ещё тремя футболистами). В матче против сборной Гондураса форвард не забил пенальти, став первым из испанских футболистов, не реализовавших одиннадцатиметровый, назначенный по ходу матча, в финальных розыгрышах чемпионатов мира; в той же игре Вилья забил два мяча. Также забивал победные мячи в 1/8 и 1/4 финала турнира в матче с португальцами и парагвайцами соответственно.
25 марта 2011 года Вилья в матче с Чехией сделал дубль, принеся победу своей команде со счётом 2:1, благодаря этим двум мячам, он сумел побить рекорд по числу голов за сборную, который принадлежал Раулю.
Из-за травмы, полученной на Клубном чемпионате мира, Давид Вилья был вынужден пропустить Евро-2012, на котором сборная Испании также добилась победы.

### Матчи Давида Вильи за сборную Испании
| Матчи и голы Вильи за сборную Испании | Матчи и голы Вильи за сборную Испании | Матчи и голы Вильи за сборную Испании | Матчи и голы Вильи за сборную Испании | Матчи и голы Вильи за сборную Испании | Матчи и голы Вильи за сборную Испании |
| №                                     | Дата                                  | Соперник                              | Счёт                                  | Голы Вильи                            | Соревнование                          |
| ------------------------------------- | ------------------------------------- | ------------------------------------- | ------------------------------------- | ------------------------------------- | ------------------------------------- |
| 1                                     | 9 февраля 2005                        | Сан-Марино                            | 5:0                                   | -                                     | Отборочные матчи ЧМ-2006              |
| 2                                     | 8 октября 2005                        | Бельгия                               | 2:0                                   | -                                     | Отборочные матчи ЧМ-2006              |
| 3                                     | 12 октября 2005                       | Сан-Марино                            | 6:0                                   | -                                     | Отборочные матчи ЧМ-2006              |
| 4                                     | 16 ноября 2005                        | Словакия                              | 1:1                                   | 1                                     | Отборочные матчи ЧМ-2006              |
| 5                                     | 1 марта 2006                          | Кот-д’Ивуар                           | 3:2                                   | 1                                     | Товарищеский матч                     |
| 6                                     | 27 мая 2006                           | Россия                                | 0:0                                   | -                                     | Товарищеский матч                     |
| 7                                     | 3 июня 2006                           | Египет                                | 2:0                                   | -                                     | Товарищеский матч                     |
| 8                                     | 7 июня 2006                           | Хорватия                              | 2:1                                   | -                                     | Товарищеский матч                     |
| 9                                     | 14 июня 2006                          | Украина                               | 4:0                                   | 2                                     | Финальные матчи ЧМ-2006               |
| 10                                    | 19 июня 2006                          | Тунис                                 | 3:1                                   | -                                     | Финальные матчи ЧМ-2006               |
| 11                                    | 23 июня 2006                          | Саудовская Аравия                     | 1:0                                   | -                                     | Финальные матчи ЧМ-2006               |
| 12                                    | 27 июня 2006                          | Франция                               | 1:3                                   | 1                                     | Финальные матчи ЧМ-2006               |
| 13                                    | 15 августа 2006                       | Исландия                              | 0:0                                   | -                                     | Товарищеский матч                     |
| 14                                    | 2 сентября 2006                       | Лихтенштейн                           | 4:0                                   | 2                                     | Отборочные матчи ЧЕ-2008              |
| 15                                    | 6 сентября 2006                       | Северная Ирландия                     | 2:3                                   | 1                                     | Отборочные матчи ЧЕ-2008              |
| 16                                    | 7 октября 2006                        | Швеция                                | 0:2                                   | -                                     | Отборочные матчи ЧЕ-2008              |
| 17                                    | 11 октября 2006                       | Аргентина                             | 2:1                                   | 1                                     | Товарищеский матч                     |
| 18                                    | 15 ноября 2006                        | Румыния                               | 0:1                                   | -                                     | Товарищеский матч                     |
| 19                                    | 7 февраля 2007                        | Англия                                | 1:0                                   | -                                     | Товарищеский матч                     |
| 20                                    | 24 марта 2007                         | Дания                                 | 2:1                                   | 1                                     | Отборочные матчи ЧЕ-2008              |
| 21                                    | 28 марта 2007                         | Исландия                              | 1:0                                   | -                                     | Отборочные матчи ЧЕ-2008              |
| 22                                    | 2 июня 2007                           | Латвия                                | 2:0                                   | -                                     | Отборочные матчи ЧЕ-2008              |
| 23                                    | 6 июня 2007                           | Лихтенштейн                           | 2:0                                   | 2                                     | Отборочные матчи ЧЕ-2008              |
| 24                                    | 22 августа 2007                       | Греция                                | 3:2                                   | -                                     | Товарищеский матч                     |
| 25                                    | 8 сентября 2007                       | Исландия                              | 1:1                                   | -                                     | Отборочные матчи ЧЕ-2008              |
| 26                                    | 12 сентября 2007                      | Латвия                                | 2:0                                   | -                                     | Отборочные матчи ЧЕ-2008              |
| 27                                    | 17 ноября 2007                        | Швеция                                | 3:0                                   | -                                     | Отборочные матчи ЧЕ-2008              |
| 28                                    | 21 ноября 2007                        | Северная Ирландия                     | 1:0                                   | -                                     | Отборочные матчи ЧЕ-2008              |
| 29                                    | 6 февраля 2008                        | Франция                               | 1:0                                   | -                                     | Товарищеский матч                     |
| 30                                    | 26 марта 2008                         | Италия                                | 1:0                                   | 1                                     | Товарищеский матч                     |
| 31                                    | 31 мая 2008                           | Перу                                  | 2:1                                   | 1                                     | Товарищеский матч                     |
| 32                                    | 10 июня 2008                          | Россия                                | 4:1                                   | 3                                     | Финальные матчи ЧЕ-2008               |
| 33                                    | 14 июня 2008                          | Швеция                                | 2:1                                   | 1                                     | Финальные матчи ЧЕ-2008               |
| 34                                    | 22 июня 2008                          | Италия                                | 0:0                                   | -                                     | Финальные матчи ЧЕ-2008               |
| 35                                    | 26 июня 2008                          | Россия                                | 3:0                                   | -                                     | Финальные матчи ЧЕ-2008               |
| 36                                    | 20 августа 2008                       | Дания                                 | 3:0                                   | -                                     | Товарищеский матч                     |
| 37                                    | 6 сентября 2008                       | Босния и Герцеговина                  | 1:0                                   | 1                                     | Отборочные матчи ЧМ-2010              |
| 38                                    | 10 сентября 2008                      | Армения                               | 4:0                                   | 2                                     | Отборочные матчи ЧМ-2010              |
| 39                                    | 11 октября 2008                       | Эстония                               | 3:0                                   | 1                                     | Отборочные матчи ЧМ-2010              |
| 40                                    | 15 октября 2008                       | Бельгия                               | 2:1                                   | 1                                     | Отборочные матчи ЧМ-2010              |
| 41                                    | 19 ноября 2008                        | Чили                                  | 3:0                                   | 1                                     | Товарищеский матч                     |
| 42                                    | 11 февраля 2009                       | Англия                                | 2:0                                   | 1                                     | Товарищеский матч                     |
| 43                                    | 28 марта 2009                         | Турция                                | 1:0                                   | -                                     | Отборочные матчи ЧМ-2010              |
| 44                                    | 9 июня 2009                           | Азербайджан                           | 6:0                                   | 3                                     | Товарищеский матч                     |
| 45                                    | 14 июня 2009                          | Новая Зеландия                        | 5:0                                   | 1                                     | Кубок конфедераций 2009               |
| 46                                    | 17 июня 2009                          | Ирак                                  | 1:0                                   | 1                                     | Кубок конфедераций 2009               |
| 47                                    | 20 июня 2009                          | ЮАР                                   | 2:0                                   | 1                                     | Кубок конфедераций 2009               |
| 48                                    | 24 июня 2009                          | США                                   | 0:2                                   | -                                     | Кубок конфедераций 2009               |
| 49                                    | 28 июня 2009                          | ЮАР                                   | 3:2                                   | -                                     | Кубок конфедераций 2009               |
| 50                                    | 12 августа 2009                       | Македония                             | 3:2                                   | -                                     | Товарищеский матч                     |
| 51                                    | 5 сентября 2009                       | Бельгия                               | 5:0                                   | 2                                     | Отборочные матчи ЧМ-2010              |
| 52                                    | 9 сентября 2009                       | Эстония                               | 3:0                                   | -                                     | Отборочные матчи ЧМ-2010              |
| 53                                    | 14 ноября 2009                        | Аргентина                             | 2:1                                   | -                                     | Товарищеский матч                     |
| 54                                    | 18 ноября 2009                        | Австрия                               | 5:1                                   | 2                                     | Товарищеский матч                     |
| 55                                    | 3 марта 2010                          | Франция                               | 2:0                                   | 1                                     | Товарищеский матч                     |
| 56                                    | 29 мая 2010                           | Саудовская Аравия                     | 3:2                                   | 1                                     | Товарищеский матч                     |
| 57                                    | 3 июня 2010                           | Республика Корея                      | 1:0                                   | -                                     | Товарищеский матч                     |
| 58                                    | 8 июня 2010                           | Польша                                | 6:0                                   | -                                     | Товарищеский матч                     |
| 59                                    | 16 июня 2010                          | Швейцария                             | 0:1                                   | -                                     | Финальные матчи ЧМ-2010               |
| 60                                    | 21 июня 2010                          | Гондурас                              | 2:0                                   | 2                                     | Финальные матчи ЧМ-2010               |
| 61                                    | 25 июня 2010                          | Чили                                  | 2:1                                   | 1                                     | Финальные матчи ЧМ-2010               |
| 62                                    | 29 июня 2010                          | Португалия                            | 1:0                                   | 1                                     | Финальные матчи ЧМ-2010               |
| 63                                    | 3 июля 2010                           | Парагвай                              | 1:0                                   | 1                                     | Финальные матчи ЧМ-2010               |
| 64                                    | 7 июля 2010                           | Германия                              | 1:0                                   | -                                     | Финальные матчи ЧМ-2010               |
| 65                                    | 11 июля 2010                          | Нидерланды                            | 1:0                                   | -                                     | Финальные матчи ЧМ-2010               |
| 66                                    | 3 сентября 2010                       | Лихтенштейн                           | 4:0                                   | 1                                     | Отборочные матчи ЧЕ-2012              |
| 67                                    | 7 сентября 2010                       | Аргентина                             | 1:4                                   | -                                     | Товарищеский матч                     |
| 68                                    | 8 октября 2010                        | Литва                                 | 3:1                                   | -                                     | Отборочные матчи ЧЕ-2012              |
| 69                                    | 12 октября 2010                       | Шотландия                             | 3:2                                   | 1                                     | Отборочные матчи ЧЕ-2012              |
| 70                                    | 17 ноября 2010                        | Португалия                            | 0:4                                   | -                                     | Товарищеский матч                     |
| 71                                    | 9 февраля 2011                        | Колумбия                              | 1:0                                   | -                                     | Товарищеский матч                     |
| 72                                    | 25 марта 2011                         | Чехия                                 | 2:1                                   | 2                                     | Отборочные матчи ЧЕ-2012              |
| 73                                    | 29 марта 2011                         | Литва                                 | 3:1                                   | -                                     | Отборочные матчи ЧЕ-2012              |
| 74                                    | 4 июня 2011                           | США                                   | 4:0                                   | -                                     | Товарищеский матч                     |
| 75                                    | 7 июня 2011                           | Венесуэла                             | 3:0                                   | 1                                     | Товарищеский матч                     |
| 76                                    | 10 августа 2011                       | Италия                                | 1:2                                   | -                                     | Товарищеский матч                     |
| 77                                    | 2 сентября 2011                       | Чили                                  | 3:2                                   | -                                     | Товарищеский матч                     |
| 78                                    | 6 сентября 2011                       | Лихтенштейн                           | 6:0                                   | 2                                     | Отборочные матчи ЧЕ-2012              |
| 79                                    | 7 октября 2011                        | Чехия                                 | 2:0                                   | -                                     | Отборочные матчи ЧЕ-2012              |
| 80                                    | 11 октября 2011                       | Шотландия                             | 3:1                                   | 1                                     | Отборочные матчи ЧЕ-2012              |
| 81                                    | 12 ноября 2011                        | Англия                                | 0:1                                   | -                                     | Товарищеский матч                     |
| 82                                    | 15 ноября 2011                        | Коста-Рика                            | 2:2                                   | 1                                     | Товарищеский матч                     |
| 83                                    | 7 сентября 2012                       | Саудовская Аравия                     | 5:0                                   | 1                                     | Товарищеский матч                     |
| 84                                    | 19 октября 2012                       | Беларусь                              | 4:0                                   | -                                     | Отборочные матчи ЧМ-2014              |
| 85                                    | 14 ноября 2012                        | Панама                                | 5:1                                   | 1                                     | Товарищеский матч                     |
| 86                                    | 6 февраля 2013                        | Уругвай                               | 3:1                                   | -                                     | Товарищеский матч                     |
| 87                                    | 22 марта 2013                         | Финляндия                             | 1:1                                   | -                                     | Отборочные матчи ЧМ-2014              |
| 88                                    | 26 марта 2013                         | Франция                               | 1:0                                   | -                                     | Отборочные матчи ЧМ-2014              |
| 89                                    | 12 июня 2013                          | Ирландия                              | 2:0                                   | -                                     | Товарищеский матч                     |
| 90                                    | 20 июня 2013                          | Таити                                 | 10:0                                  | 3                                     | Кубок конфедераций 2013               |
| 91                                    | 23 июня 2013                          | Нигерия                               | 3:0                                   | -                                     | Кубок конфедераций 2013               |
| 92                                    | 30 июня 2013                          | Бразилия                              | 0:3                                   | -                                     | Кубок конфедераций 2013               |
| 93                                    | 6 сентября 2013                       | Финляндия                             | 2:0                                   | -                                     | Отборочные матчи ЧМ-2014              |
| 94                                    | 16 ноября 2013                        | Экваториальная Гвинея                 | 2:1                                   | -                                     | Товарищеский матч                     |
| 95                                    | 19 ноября 2013                        | ЮАР                                   | 1:0                                   | -                                     | Товарищеский матч                     |
| 96                                    | 7 июня 2014                           | Сальвадор                             | 2:0                                   | 2                                     | Товарищеский матч                     |
| 97                                    | 23 июня 2014                          | Австралия                             | 3:0                                   | 1                                     | Финальные матчи ЧМ-2014               |
| 98                                    | 2 сентября 2017                       | Италия                                | 3:0                                   | -                                     | Отборочные матчи ЧМ-2018              |

Итого: 98 матчей / 59 голов; 80 побед, 7 ничьих, 11 поражений.

## Личная жизнь
В 2003 году Давид Вилья женился на Патрисии Гонсалес.
17 декабря 2005 года у них родилась дочь Саида, 18 августа 2009 года — дочь Олалья, а 28 января 2013 года на свет появился сын Лука.

## Бизнес
Давид Вилья является владельцем DV7 Group, в которую входят несколько компаний, включая DV7 Soccer и DV7 Management. DV7 Soccer была основана в 2016 году и управляет несколькими футбольными академиями по всему миру в таких странах, как США, Пуэрто-Рико, Испания, Япония и Доминиканская Республика.
12 ноября 2019 года было объявлено, что Вилья вошёл в группу владельцев американского футбольного клуба «Куинсборо», который начнёт выступать в 2021 году в Чемпионшипе ЮСЛ. Однако, проект клуба так и не был осуществлён.

## Достижения

### Командные
«Реал Сарагоса»
- Обладатель Кубка Испании: 2003/04
- Обладатель Суперкубка Испании: 2004

«Валенсия»
- Обладатель Кубка Испании: 2007/08

«Барселона»
- Чемпион Испании (2): 2010/11, 2012/13
- Обладатель Кубка Испании: 2011/12
- Обладатель Суперкубка Испании (2): 2010, 2011
- Победитель Лиги чемпионов УЕФА: 2010/11
- Обладатель Суперкубка УЕФА: 2011
- Победитель Клубного чемпионата мира: 2011

«Атлетико Мадрид»
- Чемпион Испании: 2013/14

«Виссел Кобе»
- Обладатель Кубка Императора: 2019

Сборная Испании
- Чемпион мира: 2010
- Чемпион Европы: 2008
- Серебряный призёр Кубка конфедераций: 2013
- Бронзовый призёр Кубка конфедераций: 2009

### Личные
- Футболист года в Испании: 2006
- Обладатель Трофея Сарры (4): 2006, 2007, 2009, 2010
- Команда года по версии УЕФА: 2010
- Член сборной FIFPro: 2010
- Лучший бомбардир чемпионата Европы: 2008 (4 мяча)[170]
- Символическая сборная чемпионата Европы 2008 года по версии УЕФА
- Символическая сборная чемпионата мира 2010 года по версии ФИФА
- Лучший бомбардир чемпионата мира 2010: 5 мячей (наряду с Томасом Мюллером, Уэсли Снейдером и Диего Форланом)
- Рекордсмен сборной Испании по количеству голов на чемпионатах мира: 9 голов
- Обладатель «Серебряной бутсы» чемпионата мира 2010
- Обладатель «Бронзового мяча» чемпионата мира 2010
- Лучший бомбардир в истории сборной Испании: 59 голов
- Самый ценный игрок MLS: 2016
- Член символической сборной MLS (2): 2016, 2017
- Игрок месяца в MLS: июнь 2017
- Участник Матча всех звёзд MLS (4): 2015, 2016, 2017, 2018

## Статистика выступлений

### Обзор карьеры
| Команда            | Период           | Официальные матчи | Официальные матчи | Неофициальные матчи | Неофициальные матчи | Итого | Итого |
| Команда            | Период           | Игры              | Голы              | Игры                | Голы                | Игры  | Голы  |
| ------------------ | ---------------- | ----------------- | ----------------- | ------------------- | ------------------- | ----- | ----- |
| Спортинг (Хихон)   | 2000—2003        | 85                | 41                | 17                  | 9                   | 102   | 50    |
| Спортинг B (Хихон) | 2000—2001        | 36                | 14                | 0                   | 0                   | 36    | 14    |
| Реал Сарагоса      | 2003—2005        | 94                | 39                | 23                  | 9                   | 117   | 48    |
| Валенсия           | 2005—2010        | 225               | 129               | 13                  | 2                   | 238   | 131   |
| Барселона          | 2010—2013        | 120               | 48                | 10                  | 3                   | 130   | 51    |
| Атлетико Мадрид    | 2013—2014        | 47                | 15                | 1                   | 1                   | 48    | 16    |
| Нью-Йорк Сити      | 2014—2018        | 126               | 80                | 19                  | 9                   | 145   | 89    |
| Мельбурн Сити      | 2014             | 4                 | 2                 | 0                   | 0                   | 4     | 2     |
| Виссел Кобе        | 2018—2020        | 29                | 13                | 1                   | 0                   | 30    | 13    |
| Испания            | 2005—2017        | 98                | 59                | 0                   | 0                   | 98    | 59    |
| Испания (до 21)    | 2000—2003        | 7                 | 0                 | 0                   | 0                   | 7     | 0     |
| Астурия            | 2001—2002        | -                 | -                 | 2                   | 1                   | 2     | 1     |
| Прочие             | 2015—2017        | -                 | -                 | 3                   | 1                   | 3     | 1     |
| Всего за карьеру   | Всего за карьеру | 871               | 440               | 89                  | 35                  | 960   | 475   |

### Клубная карьера
| Клуб                   | Сезон            | Лига | Лига | Кубки | Кубки | Еврокубки | Еврокубки | Прочие | Прочие | Итого | Итого |
| Клуб                   | Сезон            | Игры | Голы | Игры  | Голы  | Игры      | Голы      | Игры   | Голы   | Игры  | Голы  |
| ---------------------- | ---------------- | ---- | ---- | ----- | ----- | --------- | --------- | ------ | ------ | ----- | ----- |
| Спортинг (Хихон)       | 2000/01          | 1    | 0    | 0     | 0     | -         | -         | 0      | 0      | 1     | 0     |
| Спортинг (Хихон)       | 2001/02          | 40   | 18   | 4     | 2     | -         | -         | 0      | 0      | 44    | 20    |
| Спортинг (Хихон)       | 2002/03          | 39   | 20   | 1     | 1     | -         | -         | 0      | 0      | 40    | 21    |
| Спортинг (Хихон)       | Итого            | 80   | 38   | 5     | 3     | 0         | 0         | 0      | 0      | 85    | 41    |
| Спортинг B (фарм-клуб) | 2000/01          | 35   | 13   | -     | -     | -         | -         | 0      | 0      | 35    | 13    |
| Спортинг B (фарм-клуб) | 2001/02          | 1    | 1    | -     | -     | -         | -         | 0      | 0      | 1     | 1     |
| Спортинг B (фарм-клуб) | Итого            | 36   | 14   | 0     | 0     | 0         | 0         | 0      | 0      | 36    | 14    |
| Реал Сарагоса          | 2003/04          | 38   | 17   | 8     | 4     | 0         | 0         | 0      | 0      | 46    | 21    |
| Реал Сарагоса          | 2004/05          | 35   | 15   | 1     | 0     | 10        | 3         | 2      | 0      | 48    | 18    |
| Реал Сарагоса          | Итого            | 73   | 32   | 9     | 4     | 10        | 3         | 2      | 0      | 94    | 39    |
| Валенсия               | 2005/06          | 37   | 25   | 4     | 2     | 6         | 1         | 0      | 0      | 47    | 28    |
| Валенсия               | 2006/07          | 36   | 15   | 2     | 0     | 11        | 5         | 0      | 0      | 49    | 20    |
| Валенсия               | 2007/08          | 28   | 18   | 6     | 1     | 7         | 3         | 0      | 0      | 41    | 22    |
| Валенсия               | 2008/09          | 33   | 28   | 3     | 1     | 5         | 1         | 2      | 1      | 43    | 31    |
| Валенсия               | 2009/10          | 32   | 21   | 2     | 0     | 11        | 7         | 0      | 0      | 45    | 28    |
| Валенсия               | Итого            | 166  | 107  | 17    | 4     | 40        | 17        | 2      | 1      | 225   | 129   |
| Барселона              | 2010/11          | 34   | 18   | 5     | 1     | 12        | 4         | 1      | 0      | 52    | 23    |
| Барселона              | 2011/12          | 15   | 5    | 1     | 0     | 4         | 3         | 4      | 1      | 24    | 9     |
| Барселона              | 2012/13          | 28   | 10   | 5     | 5     | 10        | 1         | 1      | 0      | 44    | 16    |
| Барселона              | Итого            | 77   | 33   | 11    | 6     | 26        | 8         | 6      | 1      | 120   | 48    |
| Атлетико Мадрид        | 2013/14          | 36   | 13   | 2     | 1     | 7         | 0         | 2      | 1      | 47    | 15    |
| Атлетико Мадрид        | Итого            | 36   | 13   | 2     | 1     | 7         | 0         | 2      | 1      | 47    | 15    |
| Мельбурн Сити (аренда) | 2014/15          | 4    | 2    | 0     | 0     | -         | -         | 0      | 0      | 4     | 2     |
| Мельбурн Сити (аренда) | Итого            | 4    | 2    | 0     | 0     | 0         | 0         | 0      | 0      | 4     | 2     |
| Нью-Йорк Сити          | 2015             | 30   | 18   | 0     | 0     | -         | -         | 0      | 0      | 30    | 18    |
| Нью-Йорк Сити          | 2016             | 35   | 23   | 0     | 0     | -         | -         | 0      | 0      | 35    | 23    |
| Нью-Йорк Сити          | 2017             | 33   | 24   | 1     | 0     | -         | -         | 0      | 0      | 34    | 24    |
| Нью-Йорк Сити          | 2018             | 26   | 15   | 1     | 0     | -         | -         | 0      | 0      | 27    | 15    |
| Нью-Йорк Сити          | Итого            | 124  | 80   | 2     | 0     | 0         | 0         | 0      | 0      | 126   | 80    |
| Виссел Кобе            | 2019             | 28   | 13   | 1     | 0     | -         | -         | 0      | 0      | 29    | 13    |
| Виссел Кобе            | Итого            | 28   | 13   | 1     | 0     | 0         | 0         | 0      | 0      | 29    | 13    |
| Всего за карьеру       | Всего за карьеру | 624  | 332  | 47    | 18    | 83        | 28        | 12     | 3      | 766   | 381   |

### Выступления за сборную
| Сборная          | Год              | Отборочные матчи ЧМ | Отборочные матчи ЧМ | Финальные матчи ЧМ | Финальные матчи ЧМ | Отборочные матчи ЧЕ | Отборочные матчи ЧЕ | Финальные матчи ЧЕ | Финальные матчи ЧЕ | Кубок конфедераций | Кубок конфедераций | Товарищеские матчи | Товарищеские матчи | Итого | Итого |
| Сборная          | Год              | Игры                | Голы                | Игры               | Голы               | Игры                | Голы                | Игры               | Голы               | Игры               | Голы               | Игры               | Голы               | Игры  | Голы  |
| ---------------- | ---------------- | ------------------- | ------------------- | ------------------ | ------------------ | ------------------- | ------------------- | ------------------ | ------------------ | ------------------ | ------------------ | ------------------ | ------------------ | ----- | ----- |
| Испания          | 2005             | 4                   | 1                   | -                  | -                  | -                   | -                   | -                  | -                  | -                  | -                  | 0                  | 0                  | 4     | 1     |
| Испания          | 2006             | -                   | -                   | 4                  | 3                  | 3                   | 3                   | -                  | -                  | -                  | -                  | 7                  | 2                  | 14    | 8     |
| Испания          | 2007             | -                   | -                   | -                  | -                  | 8                   | 3                   | -                  | -                  | -                  | -                  | 2                  | 0                  | 10    | 3     |
| Испания          | 2008             | 4                   | 5                   | -                  | -                  | -                   | -                   | 4                  | 4                  | -                  | -                  | 5                  | 3                  | 13    | 12    |
| Испания          | 2009             | 3                   | 2                   | -                  | -                  | -                   | -                   | -                  | -                  | 5                  | 3                  | 5                  | 6                  | 13    | 11    |
| Испания          | 2010             | -                   | -                   | 7                  | 5                  | 3                   | 2                   | -                  | -                  | -                  | -                  | 6                  | 2                  | 16    | 9     |
| Испания          | 2011             | -                   | -                   | -                  | -                  | 5                   | 5                   | -                  | -                  | -                  | -                  | 7                  | 2                  | 12    | 7     |
| Испания          | 2012             | 1                   | 0                   | -                  | -                  | -                   | -                   | 0                  | 0                  | -                  | -                  | 2                  | 2                  | 3     | 2     |
| Испания          | 2013             | 3                   | 0                   | -                  | -                  | -                   | -                   | -                  | -                  | 3                  | 3                  | 4                  | 0                  | 10    | 3     |
| Испания          | 2014             | -                   | -                   | 1                  | 1                  | 0                   | 0                   | -                  | -                  | -                  | -                  | 1                  | 2                  | 2     | 3     |
| Испания          | 2015             | -                   | -                   | -                  | -                  | 0                   | 0                   | -                  | -                  | -                  | -                  | 0                  | 0                  | 0     | 0     |
| Испания          | 2016             | 0                   | 0                   | -                  | -                  | -                   | -                   | 0                  | 0                  | -                  | -                  | 0                  | 0                  | 0     | 0     |
| Испания          | 2017             | 1                   | 0                   | -                  | -                  | -                   | -                   | -                  | -                  | -                  | -                  | 0                  | 0                  | 1     | 0     |
| Всего за карьеру | Всего за карьеру | 16                  | 8                   | 12                 | 9                  | 19                  | 13                  | 4                  | 4                  | 8                  | 6                  | 39                 | 19                 | 98    | 59    |